# 永定地区
永定地区，是中华人民共和国北京市门头沟区下辖的一个地区办事处，同时保留永定镇名称，其行政事务机构实行“一套人马，两块牌子”的体制，地区办事处与镇政府合署办公。
永定乡初期的中心位于唐、金代古村上岸街，但目前的永定地区主城区系近期北岭乡整体搬迁至万佛堂村附近的冯村西里所致，并非原居民。北岭乡（北岭、南岭、小店子、王平口、焦岭、官道、白道子、瓜草地、十字道、安家滩10个村）位于王平镇以南、门头沟主城区以西、大台街道以东、裏十三（村）地區以北，1996年并入王平地区，2000年并入永定镇成为永定地区的一块飞地，但在地图上仍标成王平地区，现为无人区，系北京市山区发展综合试验示范区的所在地
永定镇曾称永定乡、上岸大队，古称外十三（村）地区，与裏十三（村）地區相对。位于庞潭古道上，原有卧龙岗、上岸、栗园庄、石门营等古村，受北京地铁S1线影响现已成为房地产开发区。

## 行政区划
永定镇下辖以下地区：
南区社区、北区社区、永兴社区、永安社区、信园社区、嘉园社区、永兴嘉园社区、上岸村、桥户营村、曹各庄村、冯村、艾洼村、万佛堂村、何各庄村、石厂村、岢罗坨村、王村、石门营村、小园村、栗元庄村、卧龙岗村、西辛称村、东辛称村、白庄子村、四道桥村、坝房子村、侯庄子村、贵石村、卫星队村、秋坡村和石佛村。
栗元庄村即栗园庄村，村西原有奉福禅寺；秋坡村和石佛村有戒台寺；万佛堂村有万佛寺遗址。